# Sainte-Aurence-Cazaux
Sainte-Aurence-Cazaux (Senta Aurensa e Casaus en gascon) est une commune française située dans le département du Gers, en région Occitanie. Sur le plan historique et culturel, la commune est dans le pays d'Astarac, un territoire du sud gersois très vallonné, au sol argileux, qui longe le plateau de Lannemezan.
Exposée à un climat océanique altéré, elle est drainée par la Baisole, le Haget et par divers autres petits cours d'eau.
Sainte-Aurence-Cazaux est une commune rurale qui compte 90 habitants en 2022, après avoir connu un pic de population de 541 habitants en 1846.  Ses habitants sont appelés les Sainte-Aurennais ou  Sainte-Aurennaises.

## Géographie

### Localisation
Le village de Sainte-Aurence-Cazaux est situé sur un haut plateau au sud du département du Gers, à proximité du département des Hautes-Pyrénées et au bord des rives de la Baïsole. La commune fait partie du Pays du Val d'Adour. La chaîne des Pyrénées est parfaitement visible depuis le village.

### Communes limitrophes
Les communes limitrophes sont  Barcugnan, Cuélas, Duffort, Montaut, Saint-Ost et Viozan.
|           | Montaut               | Viozan    |
| Barcugnan | Sainte-Aurence-Cazaux | Saint-Ost |
|           | Duffort               | Cuélas    |

### Géologie et relief
Sainte-Aurence-Cazaux se situe en zone de sismicité 2 (sismicité faible).

### Hydrographie

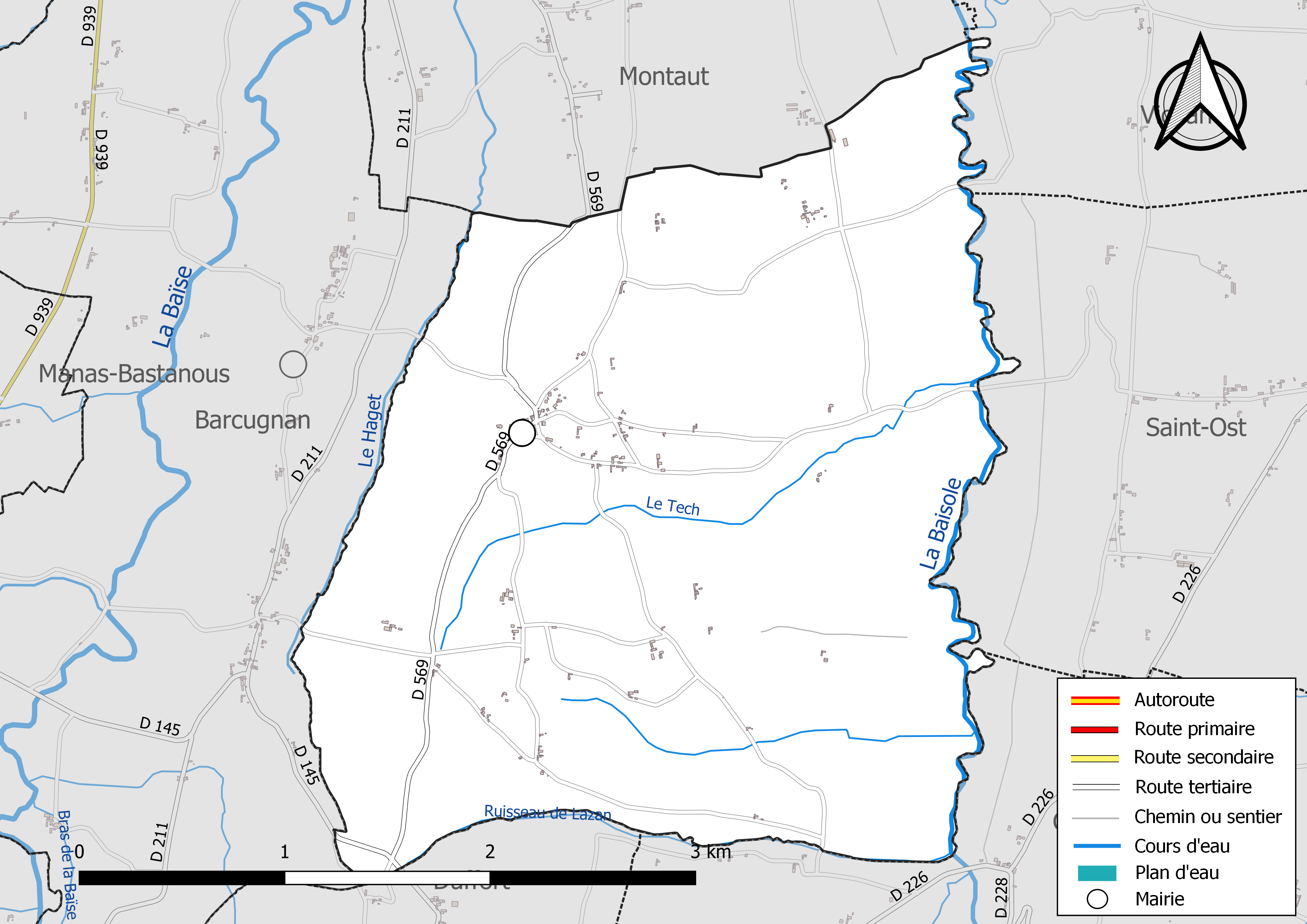
Réseaux hydrographique et routier de Sainte-Aurence-Cazaux.

La commune est dans le bassin de la Garonne, au sein du bassin hydrographique Adour-Garonne. Elle est drainée par la Baisole, le Haget, le Tech, le ruisseau de Lazan et par un petit cours d'eau, qui constituent un réseau hydrographique de 12 km de longueur totale,.
La Baisole, d'une longueur totale de 47,2 km, prend sa source dans la commune de Campistrous et s'écoule vers le nord. Elle traverse la commune et se jette dans la Baïse à Saint-Michel, après avoir traversé 21 communes.

### Climat
Pour des articles plus généraux, voir Climat de l'Occitanie et Climat du Gers.
En 2010, le climat de la commune est de type climat océanique altéré, selon une étude s'appuyant sur une série de données couvrant la période 1971-2000. En 2020, Météo-France publie une typologie des climats de la France métropolitaine dans laquelle la commune est toujours exposée à un climat océanique altéré et est dans la région climatique Aquitaine, Gascogne, caractérisée par une pluviométrie abondante au printemps, modérée en automne, un faible ensoleillement au printemps, un été chaud (19,5 °C), des vents faibles, des brouillards fréquents en automne et en hiver et des orages fréquents en été (15 à 20 jours).
Pour la période 1971-2000, la température annuelle moyenne est de 12,9 °C, avec une amplitude thermique annuelle de 14,9 °C. Le cumul annuel moyen de précipitations est de 864 mm, avec 10 jours de précipitations en janvier et 6,5 jours en juillet. Pour la période 1991-2020, la température moyenne annuelle observée sur la station météorologique la plus proche, située sur la commune de Sadeillan à 6 km à vol d'oiseau, est de 13,6 °C et le cumul annuel moyen de précipitations est de 900,9 mm,. Pour l'avenir, les paramètres climatiques de la commune estimés pour 2050 selon différents scénarios d'émission de gaz à effet de serre sont consultables sur un site dédié publié par Météo-France en novembre 2022.

### Milieux naturels et biodiversité
Aucun espace naturel présentant un intérêt patrimonial n'est recensé sur la commune dans l'inventaire national du patrimoine naturel,,.

## Urbanisme

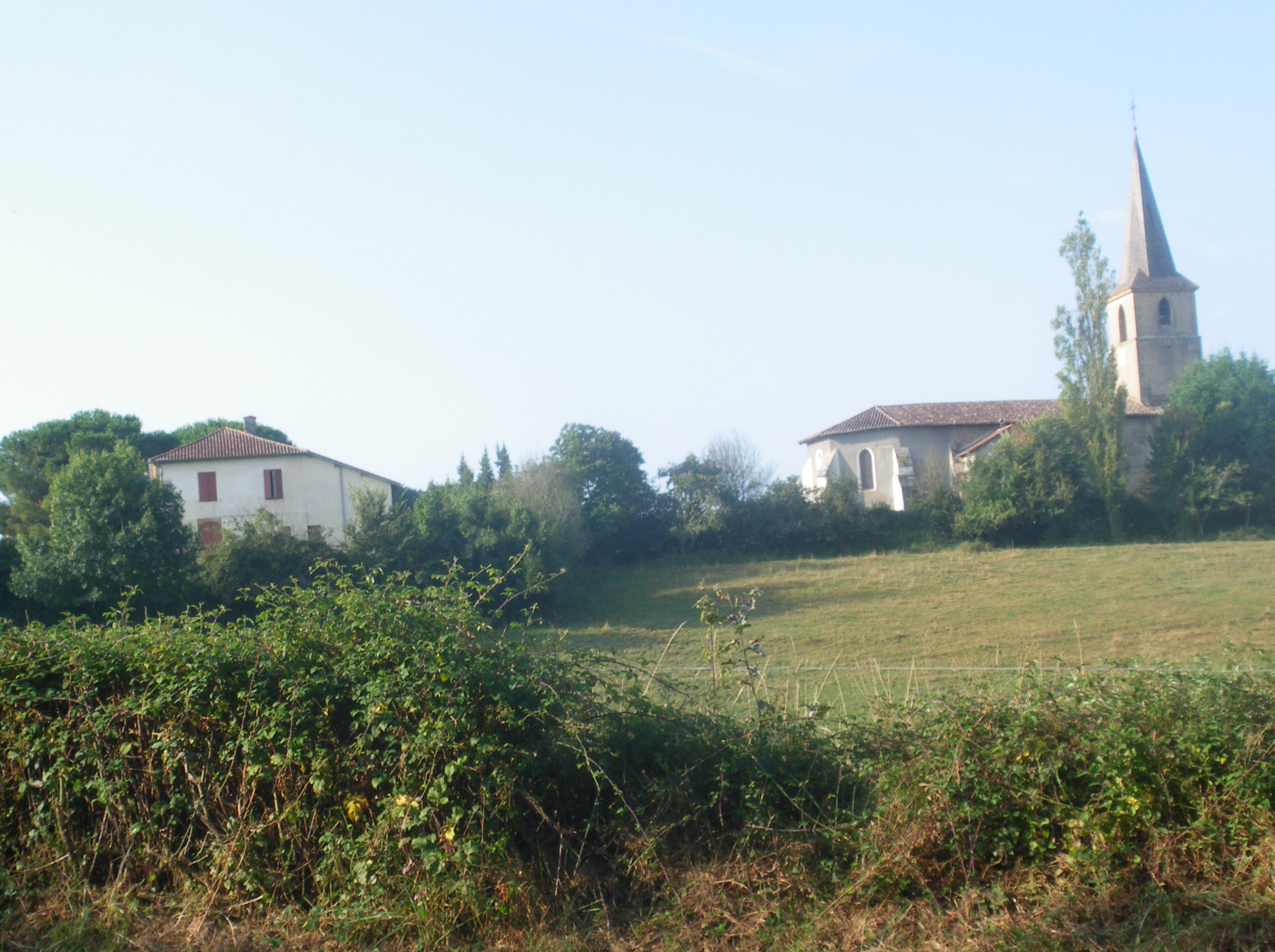
La commune s'inscrit dans un cadre rural.

### Typologie
Au 1er janvier 2024, Sainte-Aurence-Cazaux est catégorisée commune rurale à habitat très dispersé, selon la nouvelle grille communale de densité à sept niveaux définie par l'Insee en 2022.
Elle est située hors unité urbaine et hors attraction des villes,.

### Occupation des sols
L'occupation des sols de la commune, telle qu'elle ressort de la base de données européenne d’occupation biophysique des sols Corine Land Cover (CLC), est marquée par l'importance des territoires agricoles (96,1 % en 2018), une proportion identique à celle de 1990 (96,1 %). La répartition détaillée en 2018 est la suivante : 
terres arables (61,6 %), zones agricoles hétérogènes (34,5 %), forêts (3,9 %). L'évolution de l’occupation des sols de la commune et de ses infrastructures peut être observée sur les différentes représentations cartographiques du territoire : la carte de Cassini (XVIIIe siècle), la carte d'état-major (1820-1866) et les cartes ou photos aériennes de l'IGN pour la période actuelle (1950 à aujourd'hui).

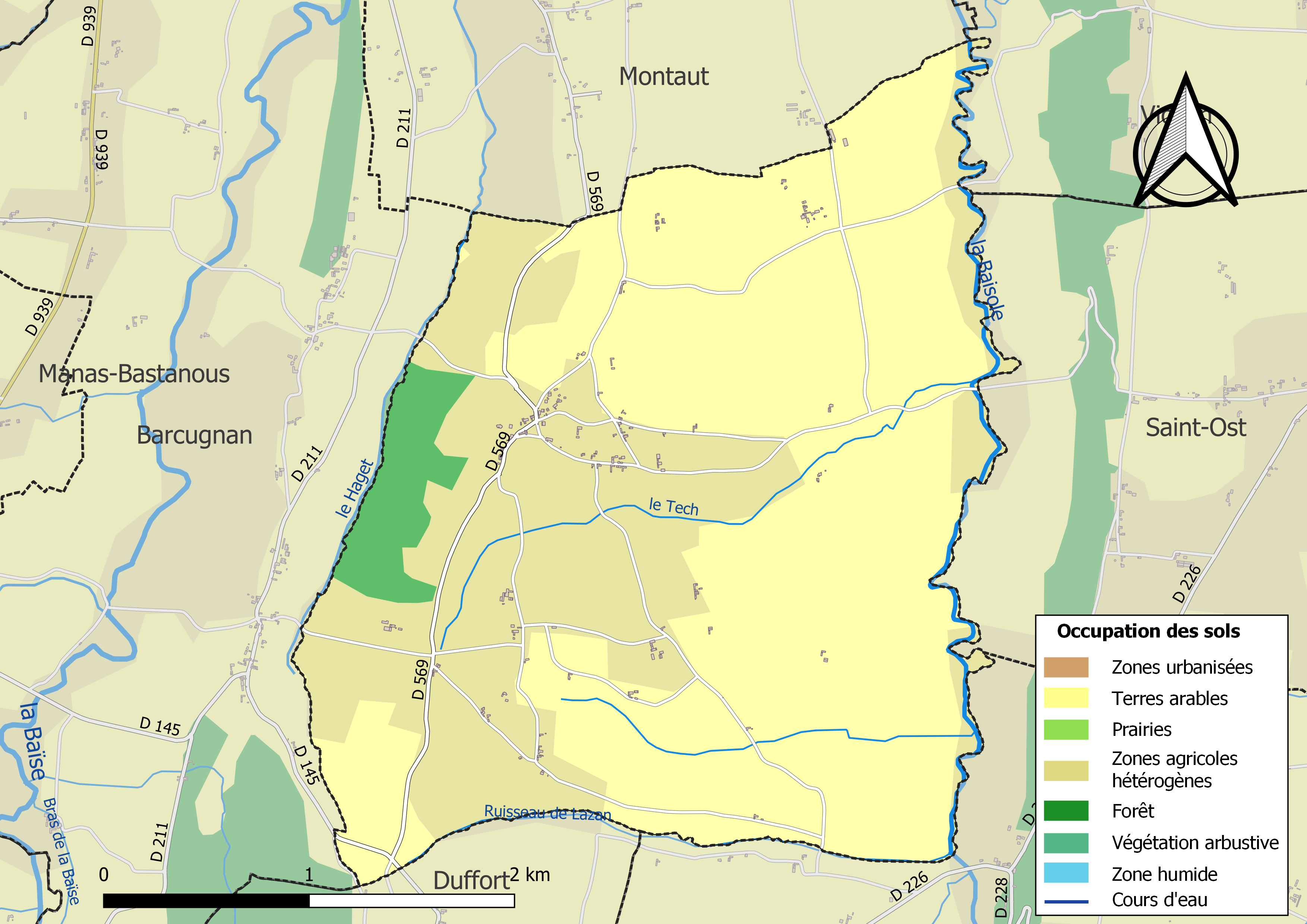
Carte des infrastructures et de l'occupation des sols de la commune en 2018 (CLC).

### Voies de communication et transports

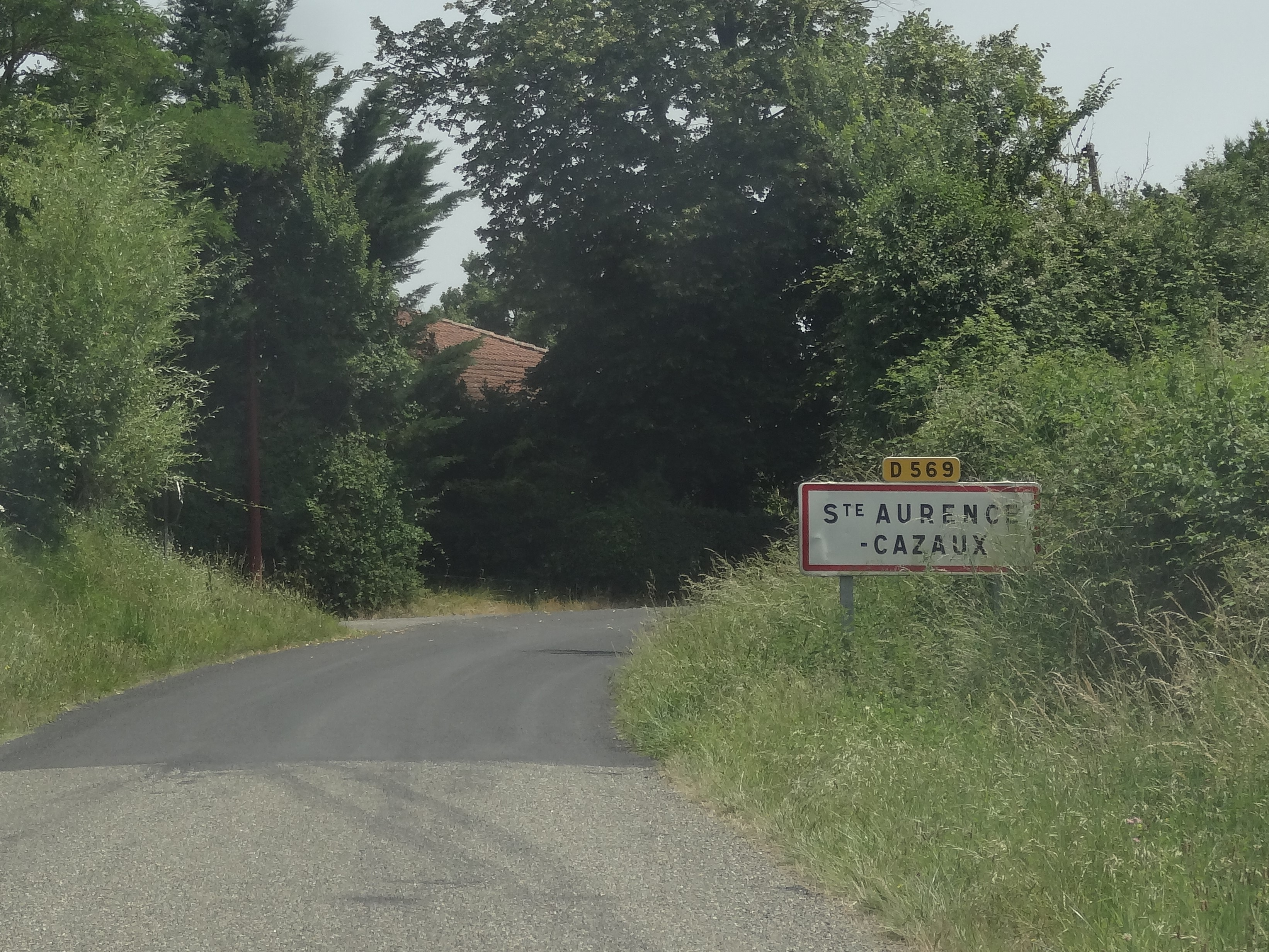
Entrée nord-ouest du village.

La commune de Sainte-Aurence-Cazaux est traversée par la D 569 et est longée par la D 211, la D 145 et la D 226. Les deux routes principales à proximité du village sont la D 2 et la D 939.
Deux voies routières partent du village: C1 (vers Barcugnan) et C2 (vers Cuélas).

### Risques majeurs
Le territoire de la commune de Sainte-Aurence-Cazaux est vulnérable à différents aléas naturels : météorologiques (tempête, orage, neige, grand froid, canicule ou sécheresse) et séisme (sismicité faible). Il est également exposé à un risque technologique, la rupture d'un barrage. Un site publié par le BRGM permet d'évaluer simplement et rapidement les risques d'un bien localisé soit par son adresse soit par le numéro de sa parcelle.

#### Risques naturels

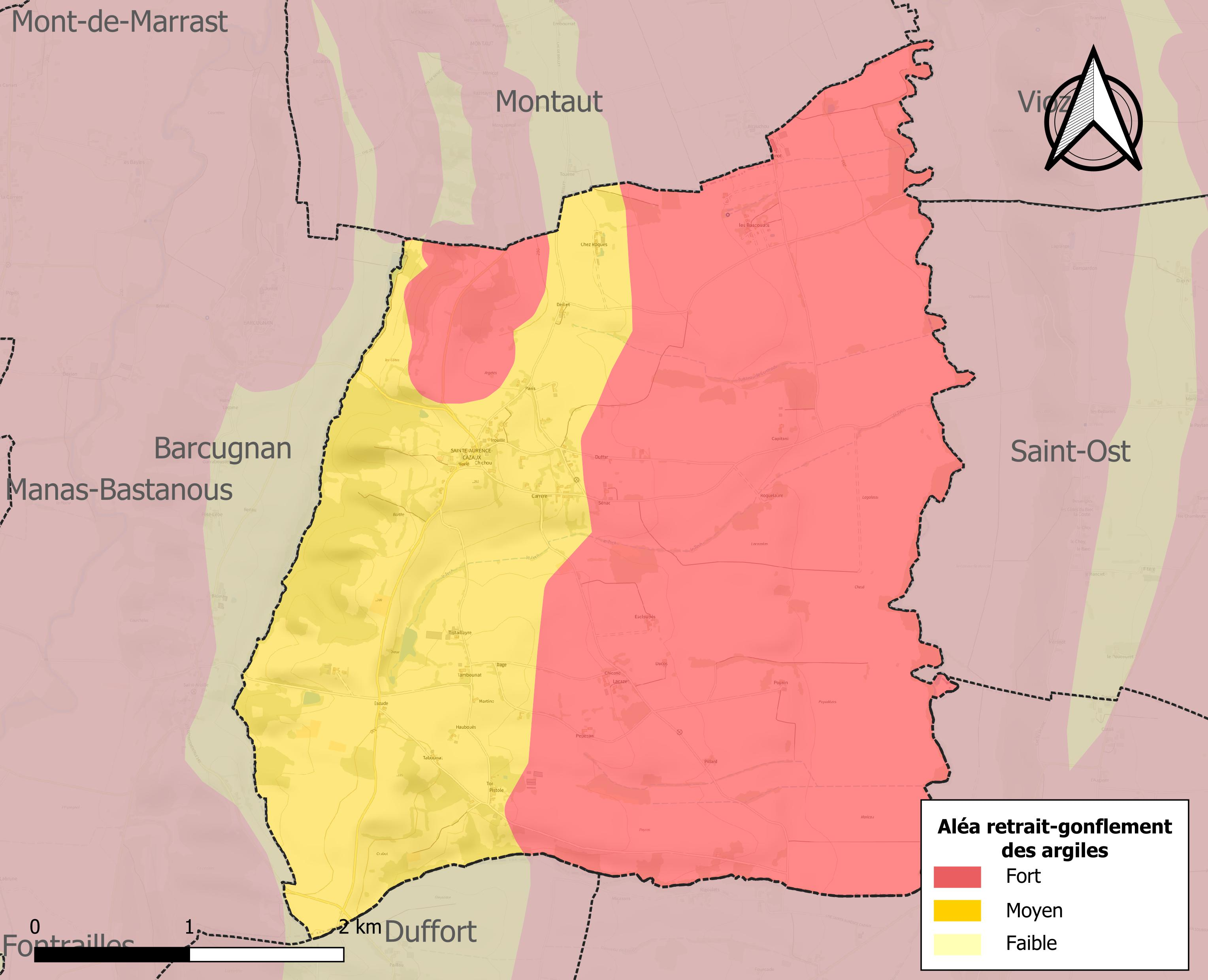
Carte des zones d'aléa retrait-gonflement des sols argileux de Sainte-Aurence-Cazaux.

Le retrait-gonflement des sols argileux est susceptible d'engendrer des dommages importants aux bâtiments en cas d’alternance de périodes de sécheresse et de pluie. La totalité de la commune est en aléa moyen ou fort (94,5 % au niveau départemental et 48,5 % au niveau national). Sur les 64 bâtiments dénombrés sur la commune en 2019, 64 sont en aléa moyen ou fort, soit 100 %, à comparer aux 93 % au niveau départemental et 54 % au niveau national. Une cartographie de l'exposition du territoire national au retrait gonflement des sols argileux est disponible sur le site du BRGM,.
Par ailleurs, afin de mieux appréhender le risque d’affaissement de terrain, l'inventaire national des cavités souterraines permet de localiser celles situées sur la commune.
La commune a été reconnue en état de catastrophe naturelle au titre des dommages causés par les inondations et coulées de boue survenues en 1999 et 2009. Concernant les mouvements de terrains, la commune a été reconnue en état de catastrophe naturelle au titre des dommages causés par la sécheresse en 1989, 1992 et 2012 et par des mouvements de terrain en 1999.

#### Risques technologiques
La commune est en outre située en aval du barrage de Puydarrieux, un ouvrage de classe A disposant d'une retenue de 14,5 millions de mètres cubes. À ce titre elle est susceptible d’être touchée par l’onde de submersion consécutive à la rupture de cet ouvrage.

## Histoire
La localité eut d'abord pour nom Sainte-Venance. Plus tard elle prit le nom de Sainte-Aurence, sainte martyrisée vers l'an 500. Au lieu-dit Castet se trouve une motte qui serait la base d'un château féodal mentionné à la fin du Xe siècle dans le cartulaire noir d'Auch, le "premier château seigneurial, gersois, à apparaître dans les textes". Il disparut semble-t-il, dès le milieu du XIIIe. Les comtes d'Astarac furent les seuls seigneurs du lieu. Jadis annexe, Cazaux-Seillan fut rattaché à Sainte-Aurence en 1822.

## Politique et administration

### Liste des maires

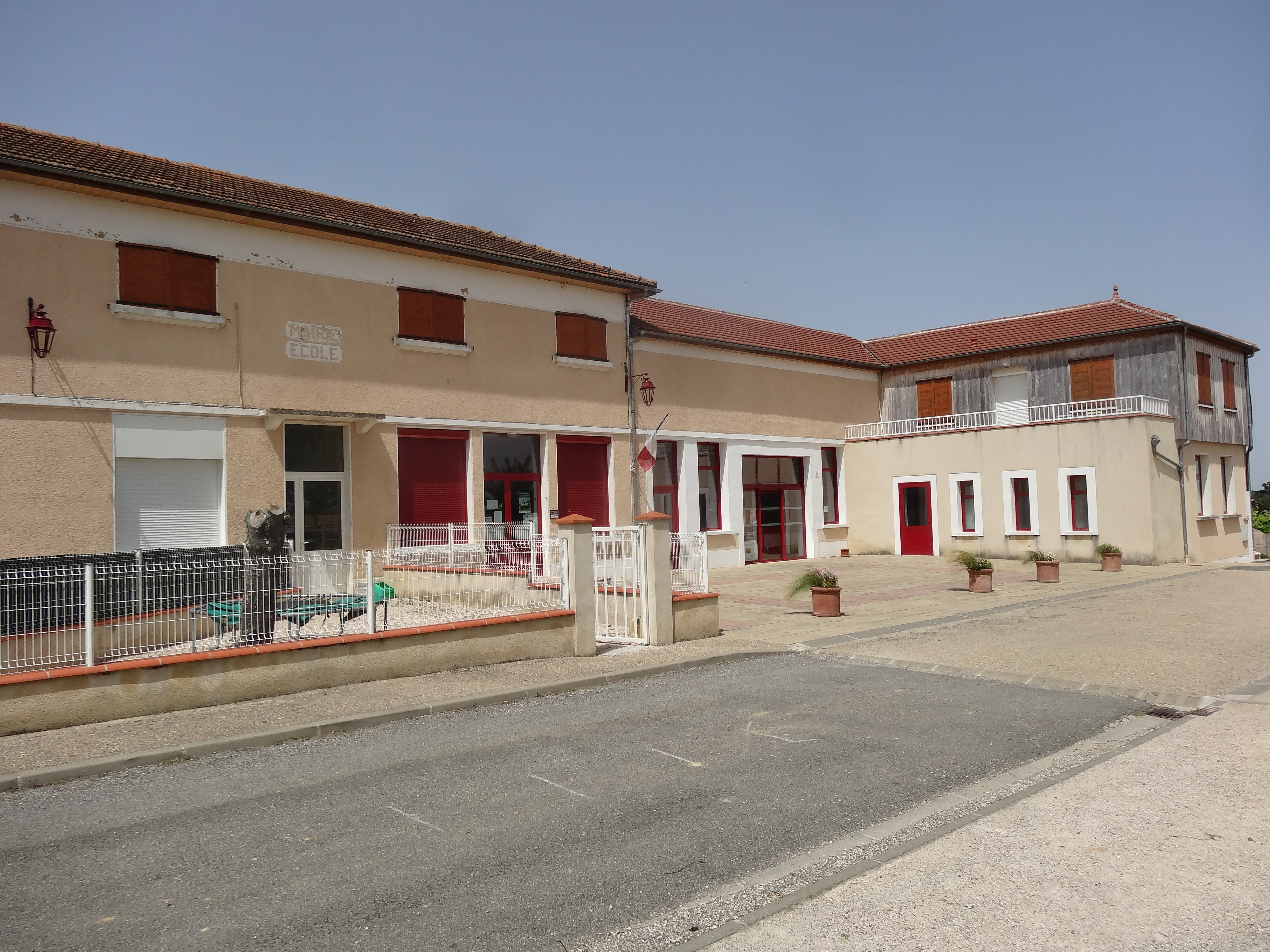
La mairie ainsi que l’ancienne école.

| Période                                  | Période   | Identité          | Étiquette | Qualité               |
| ---------------------------------------- | --------- | ----------------- | --------- | --------------------- |
| 1936                                     | 1972      | Georges Menvielle |           |                       |
| 1972                                     | 1989      | Yves Menvielle    |           |                       |
| mars 2001                                | mars 2008 | Jean Cazalas      |           |                       |
| mars 2008                                | En cours  | Jean-Marc Le Mao  | DVG       | Professeur des écoles |
| Les données manquantes sont à compléter. |           |                   |           |                       |

## Population et société

### Démographie
| 1793 | 1800 | 1806 | 1821 | 1831 | 1841 | 1846 | 1851 | 1856 |
| ---- | ---- | ---- | ---- | ---- | ---- | ---- | ---- | ---- |
| 234  | 149  | 225  | 308  | 462  | 532  | 541  | 518  | 508  |

| 1861 | 1866 | 1872 | 1876 | 1881 | 1886 | 1891 | 1896 | 1901 |
| ---- | ---- | ---- | ---- | ---- | ---- | ---- | ---- | ---- |
| 467  | 461  | 445  | 431  | 417  | 408  | 403  | 365  | 315  |

| 1906 | 1911 | 1921 | 1926 | 1931 | 1936 | 1946 | 1954 | 1962 |
| ---- | ---- | ---- | ---- | ---- | ---- | ---- | ---- | ---- |
| 325  | 316  | 270  | 268  | 235  | 225  | 201  | 187  | 197  |

| 1968 | 1975 | 1982 | 1990 | 1999 | 2005 | 2006 | 2010 | 2015 |
| ---- | ---- | ---- | ---- | ---- | ---- | ---- | ---- | ---- |
| 181  | 140  | 130  | 138  | 118  | 120  | 120  | 124  | 107  |

| 2020 | 2022 | - | - | - | - | - | - | - |
| ---- | ---- | - | - | - | - | - | - | - |
| 92   | 90   | - | - | - | - | - | - | - |

## Économie

### Emploi
|                | 2008   | 2013  | 2018   |
| -------------- | ------ | ----- | ------ |
| Commune        | 10,1 % | 8,9 % | 11,1 % |
| Département    | 6,1 %  | 7,5 % | 8,2 %  |
| France entière | 8,3 %  | 10 %  | 10 %   |

En 2018, la population âgée de 15 à 64 ans s'élève à 58 personnes, parmi lesquelles on compte 70,4 % d'actifs (59,3 % ayant un emploi et 11,1 % de chômeurs) et 29,6 % d'inactifs,. Depuis 2008, le taux de chômage communal (au sens du recensement) des 15-64 ans est supérieur à celui de la France et du département.
La commune est hors attraction des villes,. Elle compte 20 emplois en 2018, contre 19 en 2013 et 16 en 2008. Le nombre d'actifs ayant un emploi résidant dans la commune est de 35, soit un indicateur de concentration d'emploi de 56,9 % et un taux d'activité parmi les 15 ans ou plus de 46,4 %.
Sur ces 35 actifs de 15 ans ou plus ayant un emploi, 16 travaillent dans la commune, soit 46 % des habitants. Pour se rendre au travail, 72,7 % des habitants utilisent un véhicule personnel ou de fonction à quatre roues et 27,3 % n'ont pas besoin de transport (travail au domicile).

### Activités hors agriculture
11 établissements sont implantés  à Sainte-Aurence-Cazaux au 31 décembre 2019.
Le secteur des activités spécialisées, scientifiques et techniques et des activités de services administratifs et de soutien est prépondérant sur la commune puisqu'il représente 27,3 % du nombre total d'établissements de la commune (3 sur les 11 entreprises implantées  à Sainte-Aurence-Cazaux), contre 14,4 % au niveau départemental.

### Agriculture
La commune est dans l'Astarac, une petite région agricole englobant tout le Sud du département du Gers, un quart de sa superficie, et correspond au pied de lʼéventail gascon. En 2020, l'orientation technico-économique de l'agriculture  sur la commune est la culture de céréales et/ou d'oléoprotéagineuses.
|               | 1988 | 2000 | 2010 | 2020 |
| ------------- | ---- | ---- | ---- | ---- |
| Exploitations | 22   | 17   | 18   | 18   |
| SAU (ha)      | 550  | 576  | 645  | 581  |

Le nombre d'exploitations agricoles en activité et ayant leur siège dans la commune est passé de 22 lors du recensement agricole de 1988  à 17 en 2000 puis à 18 en 2010 et enfin à 18 en 2020, soit une baisse de 18 % en 32 ans. Le même mouvement est observé à l'échelle du département qui a perdu pendant cette période 51 % de ses exploitations,. La surface agricole utilisée sur la commune a quant à elle augmenté, passant de 550 ha en 1988 à 581 ha en 2020. Parallèlement la surface agricole utilisée moyenne par exploitation a augmenté, passant de 25 à 32 ha.

## Culture locale et patrimoine

### Lieux et monuments
- L'église Saint-Urbain de Sainte-Aurence-Cazaux est un édifice d'origine romane remaniée aux XIVe et XIXe siècles. Elle abrite les reliques de saint Urbain.[Lequel ?].

L'église Saint-Urbain
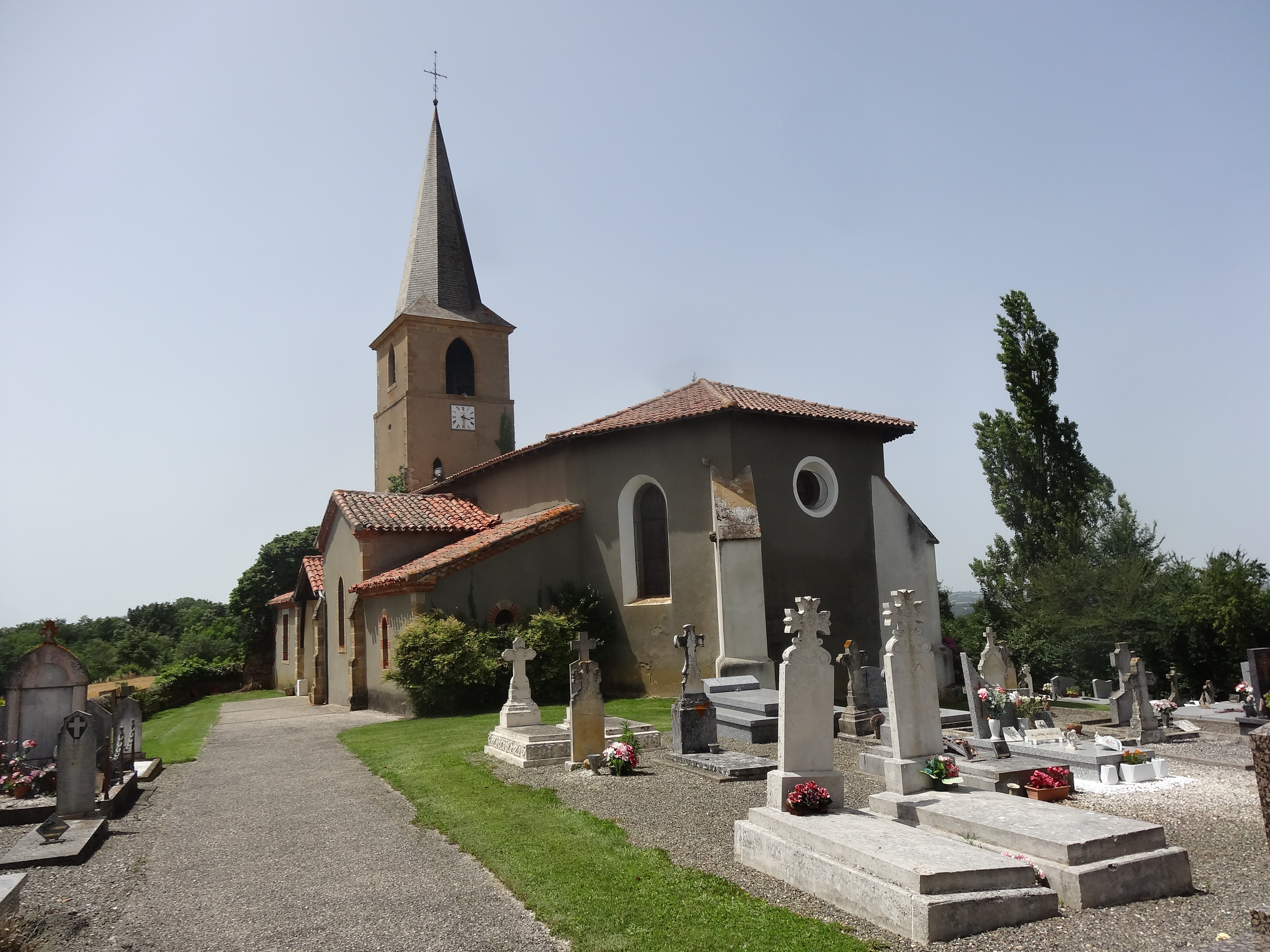
L’église et le cimetière adjacent.
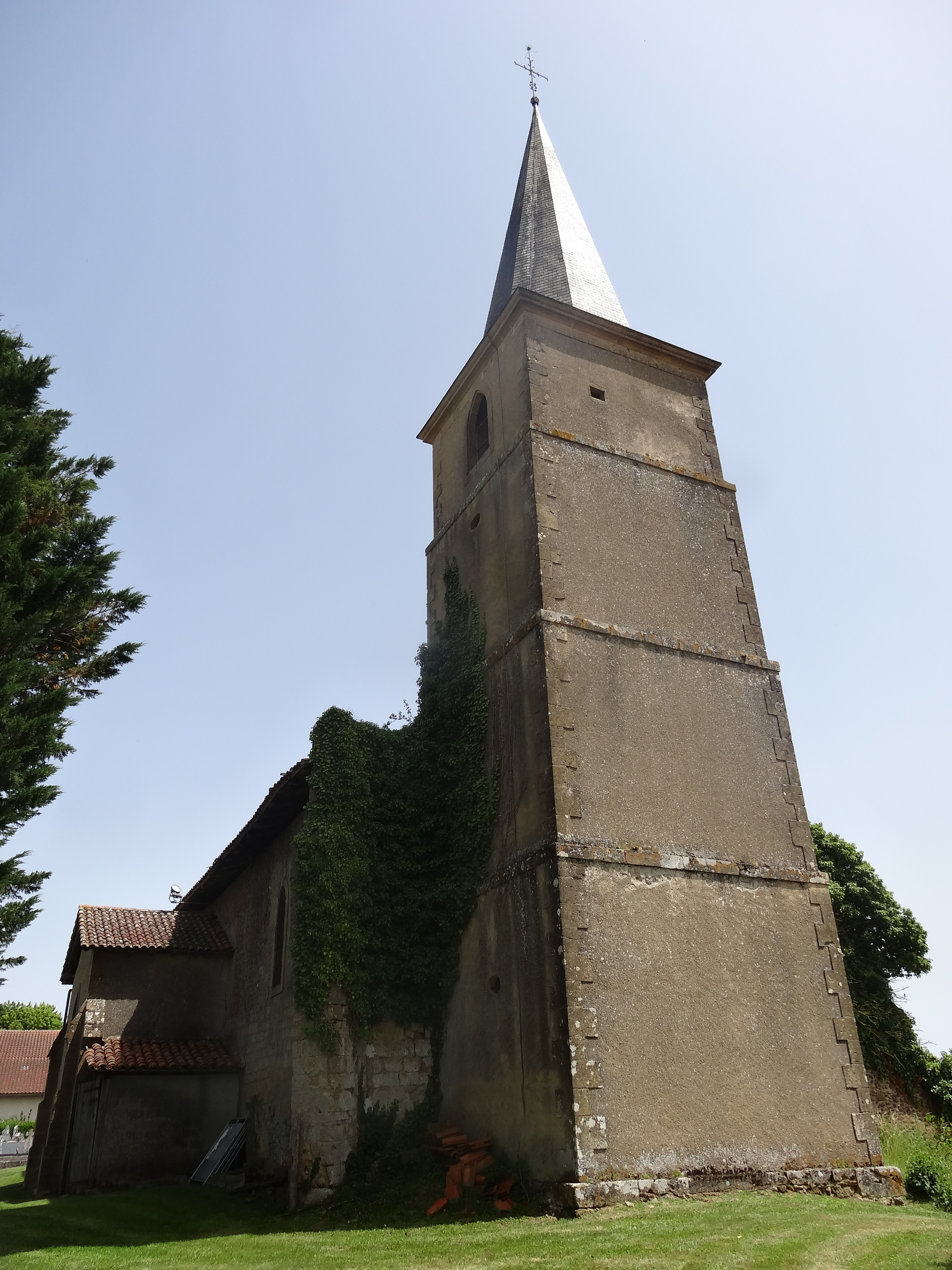
Le clocher.
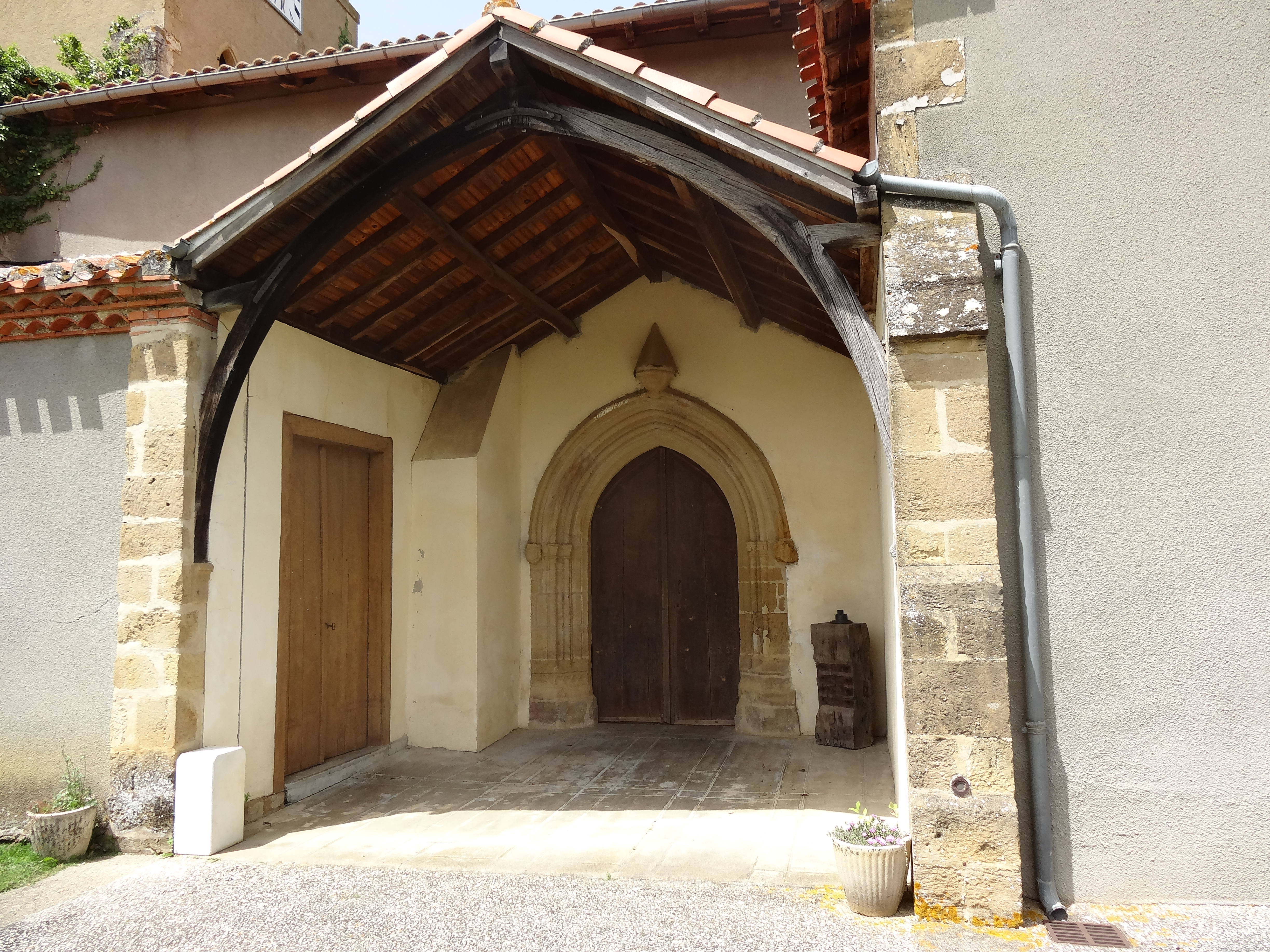
Le portail d'entrée.

- Au lieu-dit Castet, la motte a porté un château des comtes d'Astarac.

Autres lieux et monuments
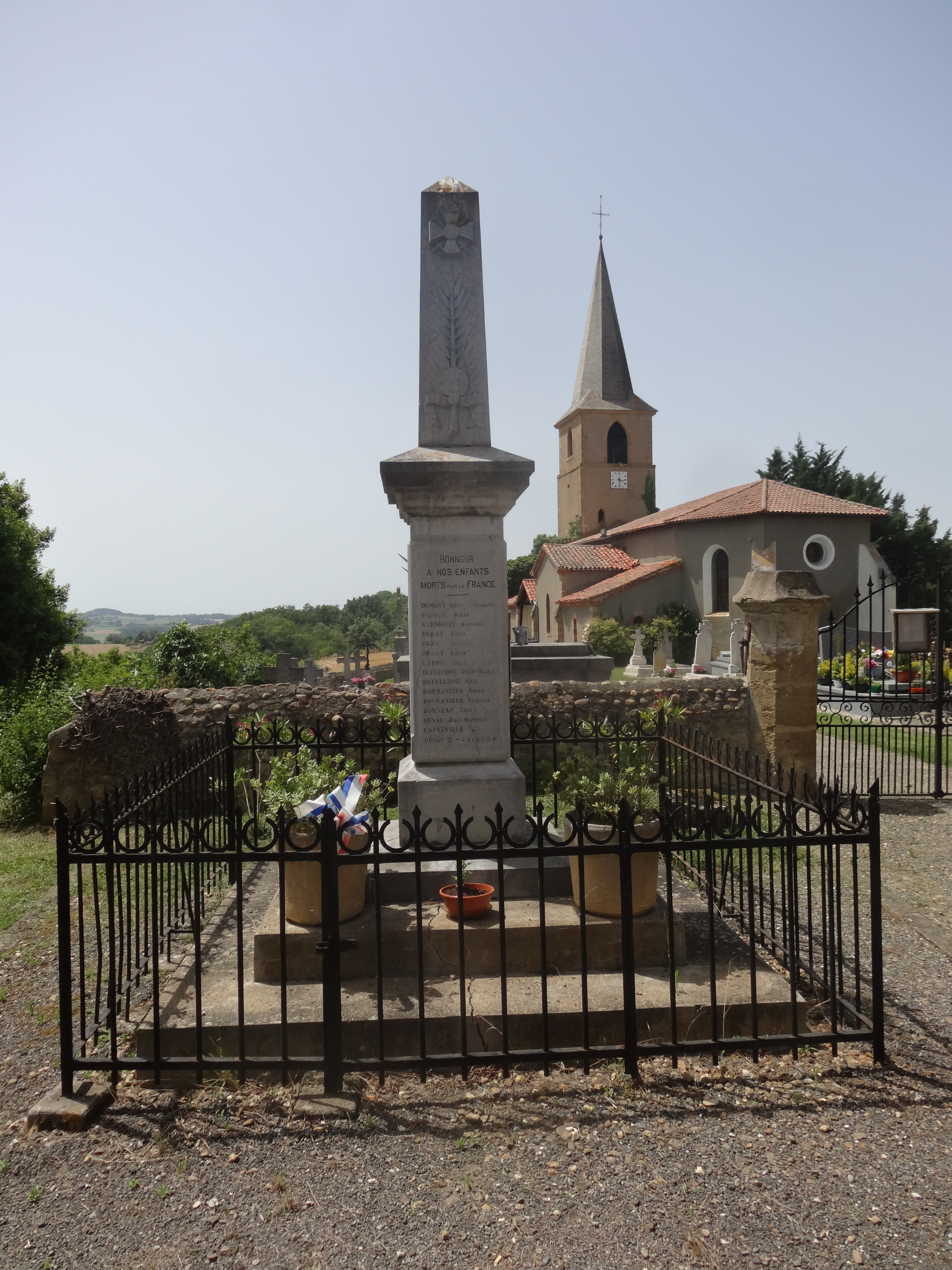
Le monument aux morts situé devant l'église.
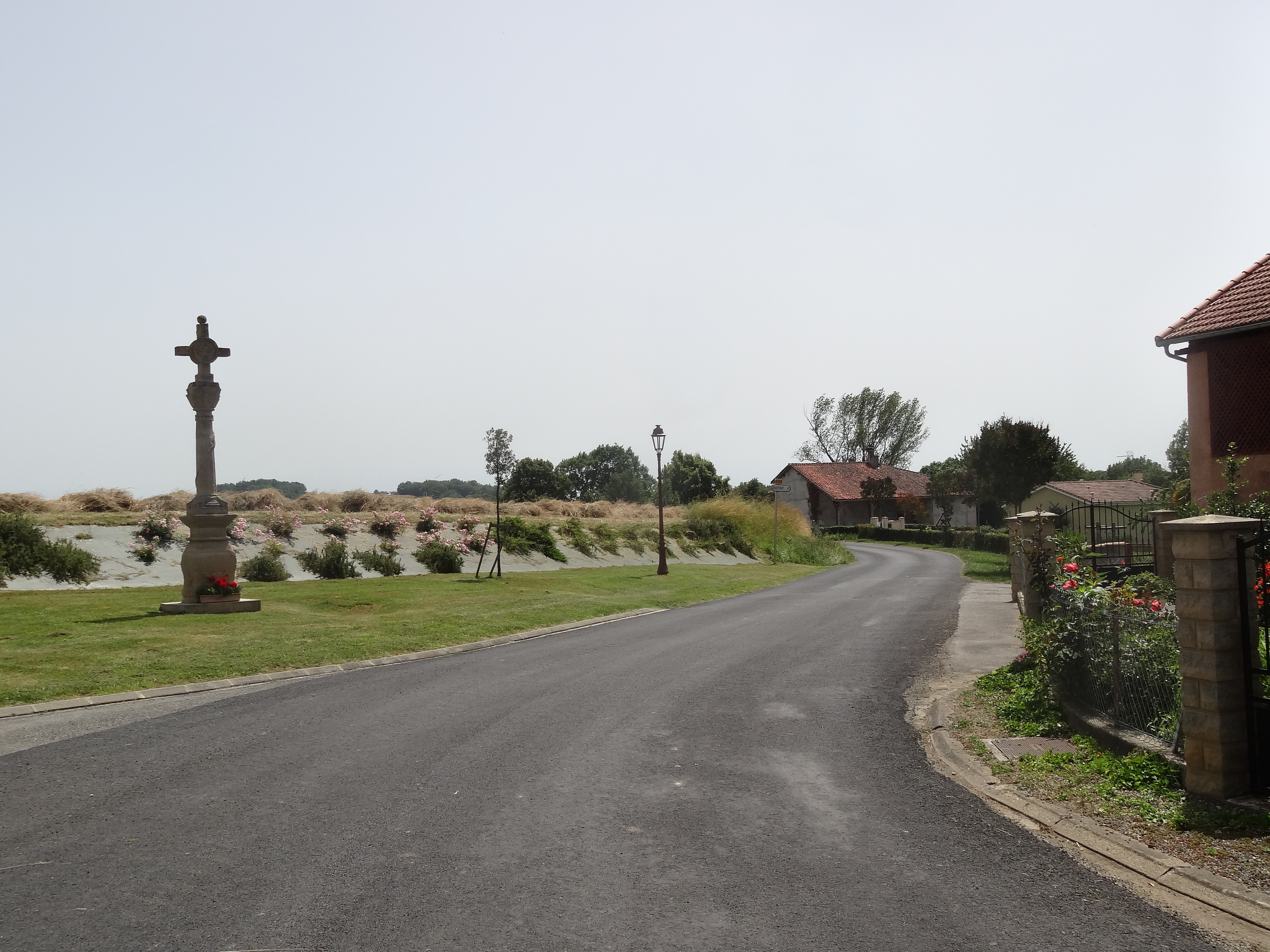
Rue principale.
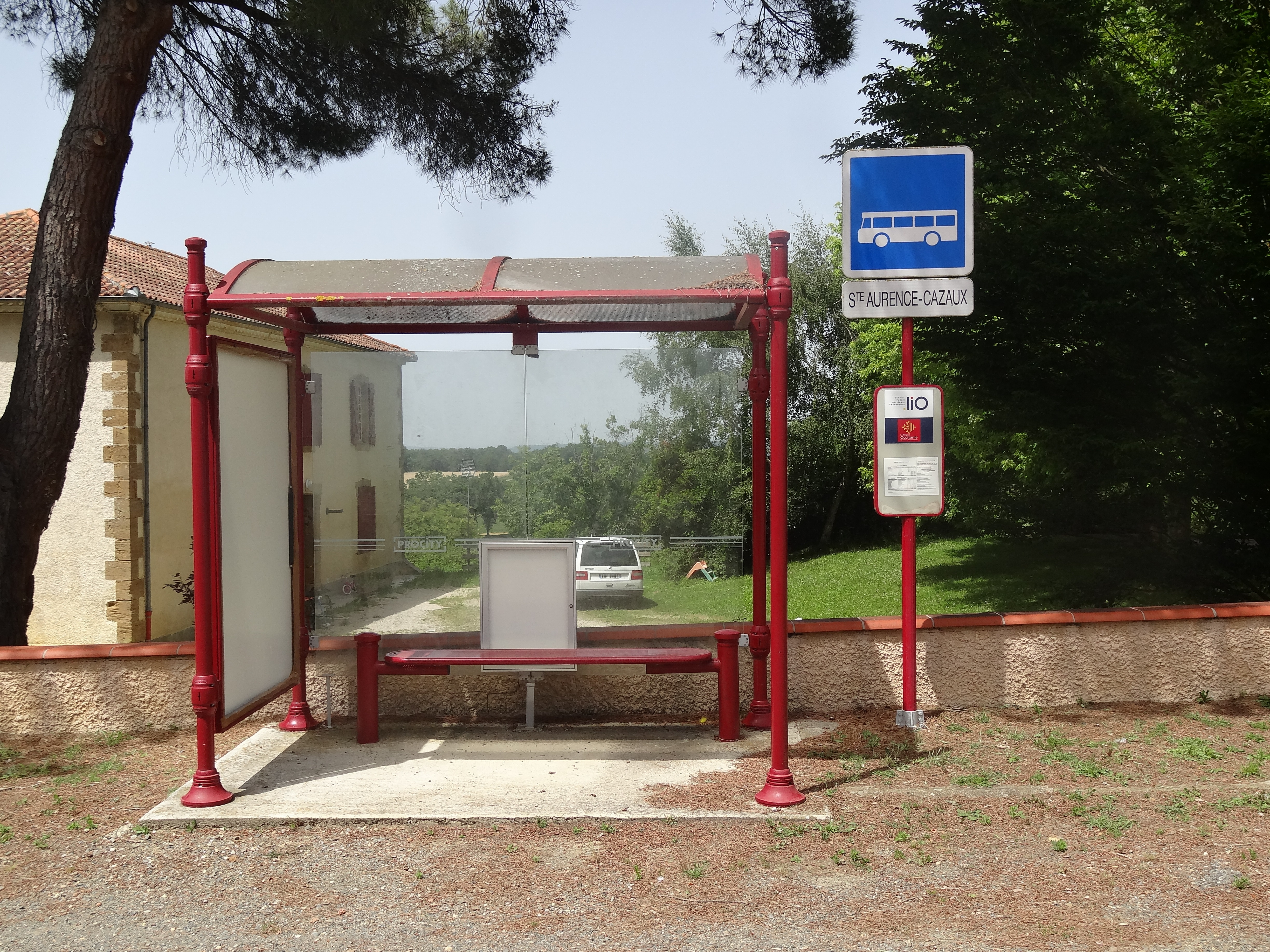
Arrêt de bus.
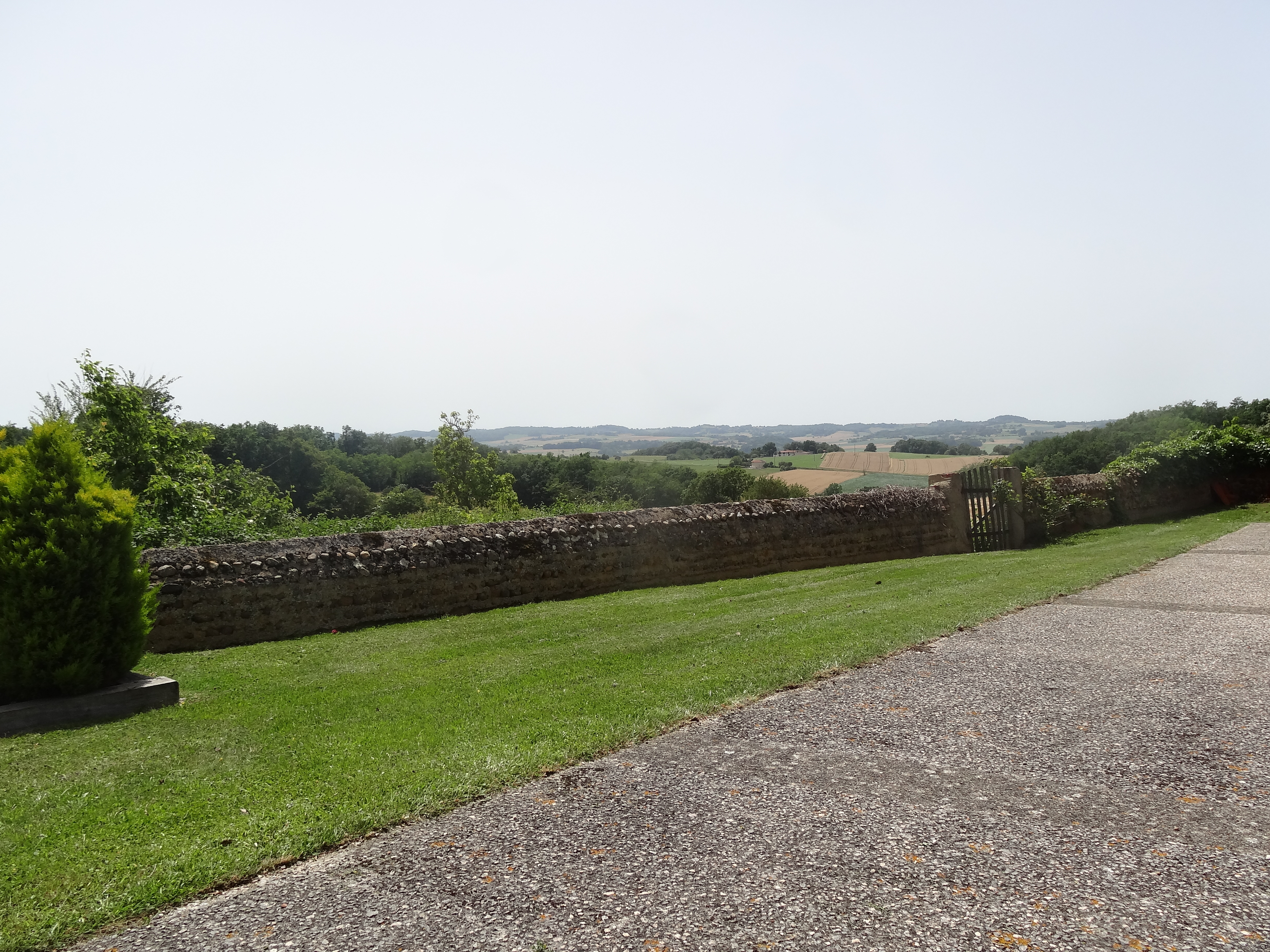
Point de vue depuis le village.
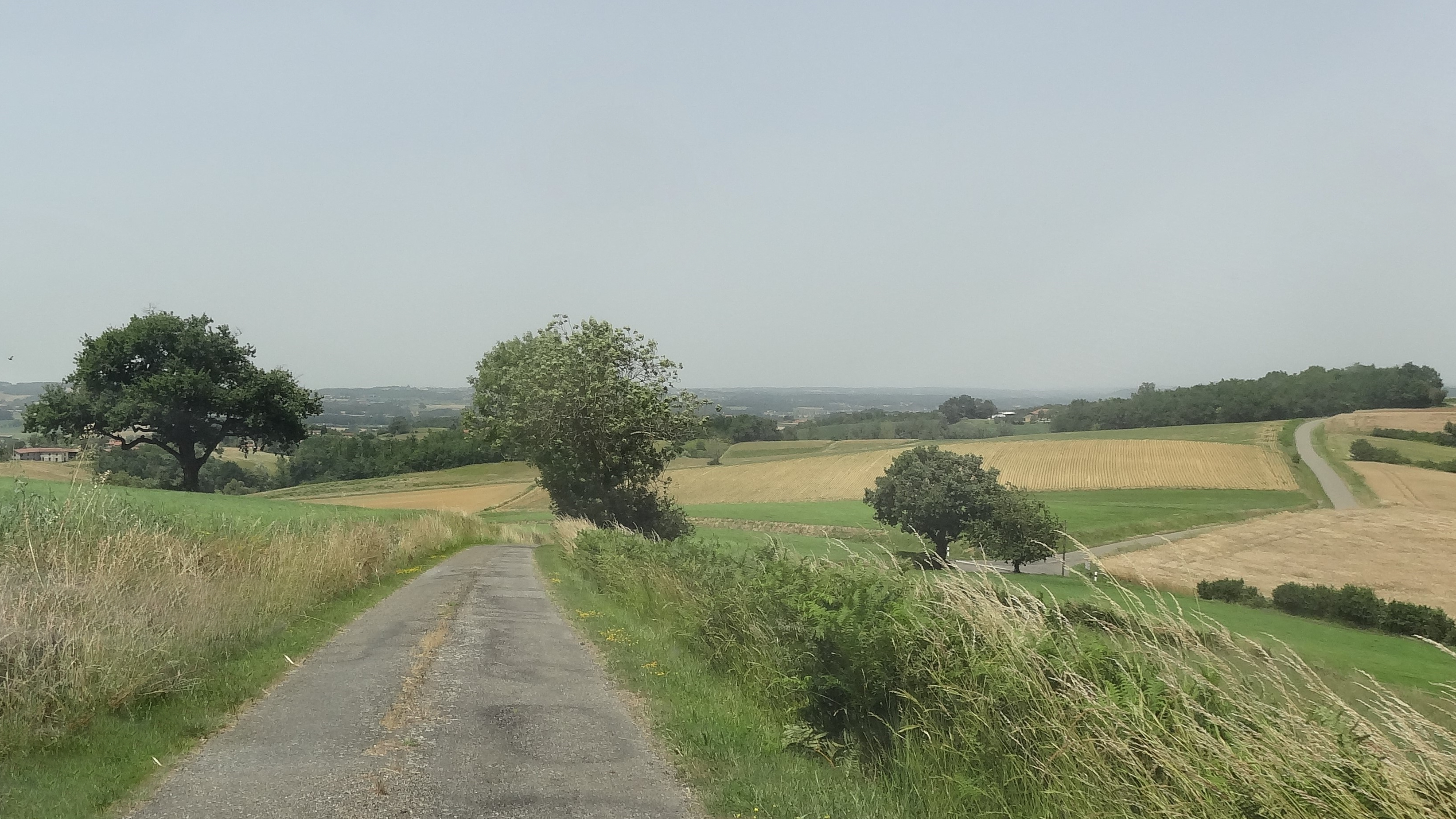
Route de crête depuis Duffort.